# 恒生銀行

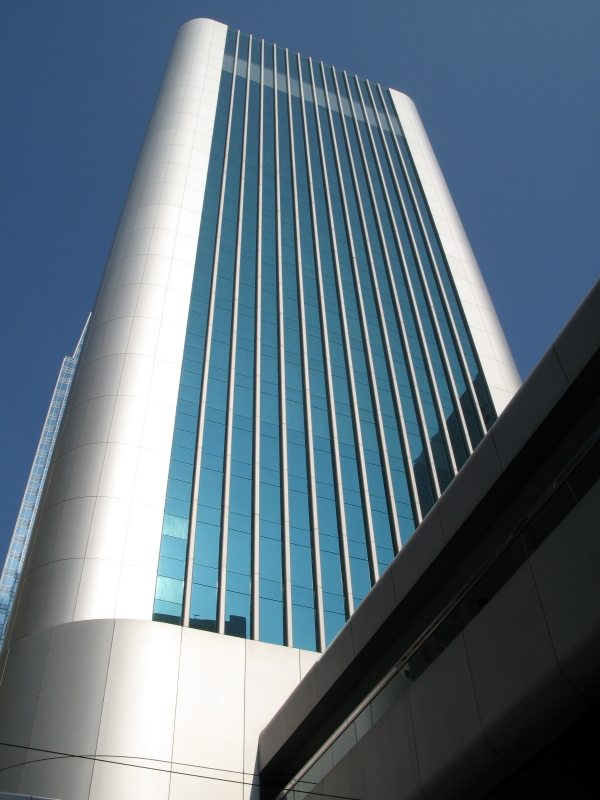
恒生銀行總行大廈

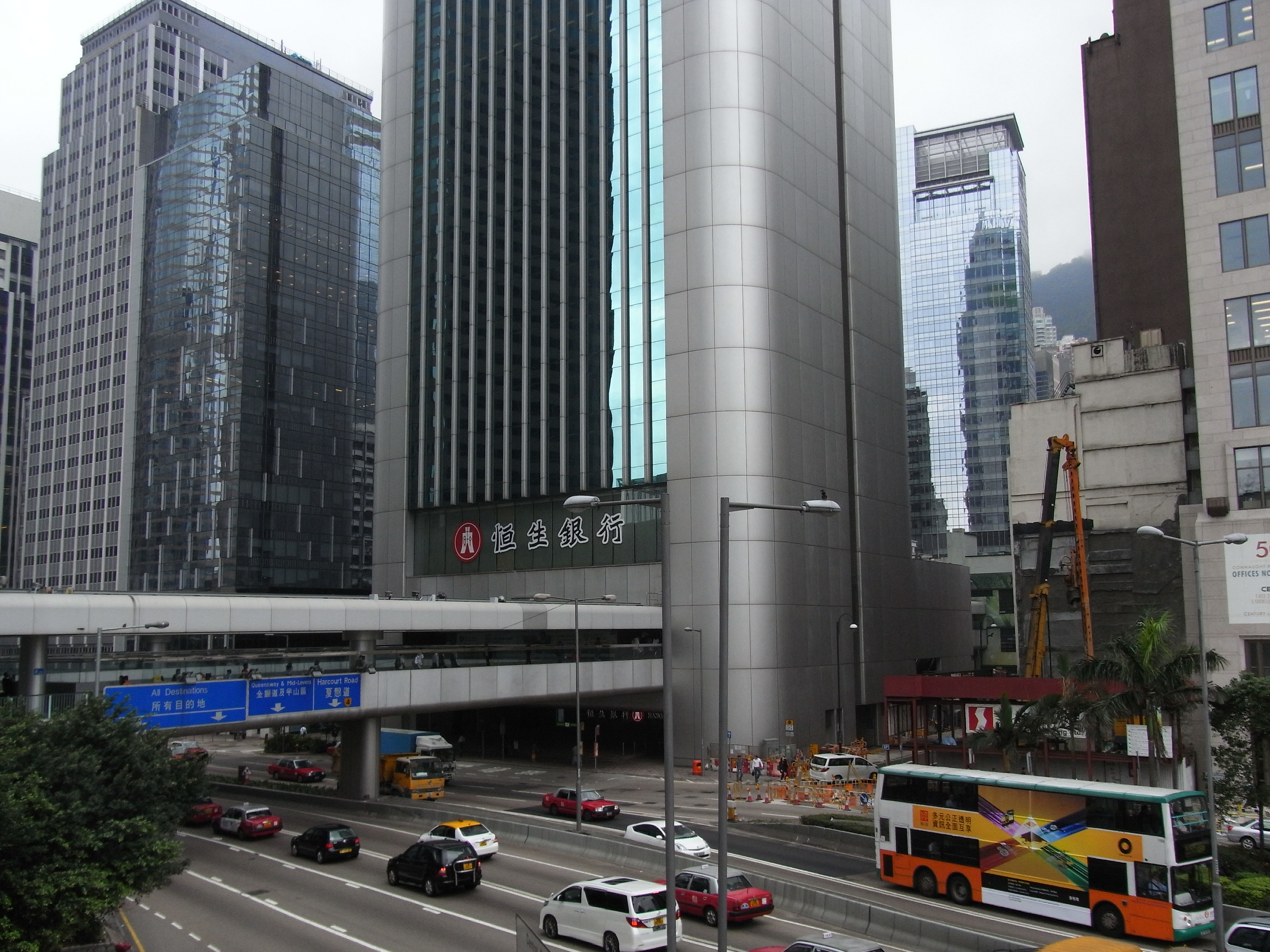
恒生銀行總行大廈（面向国际金融中心一期）

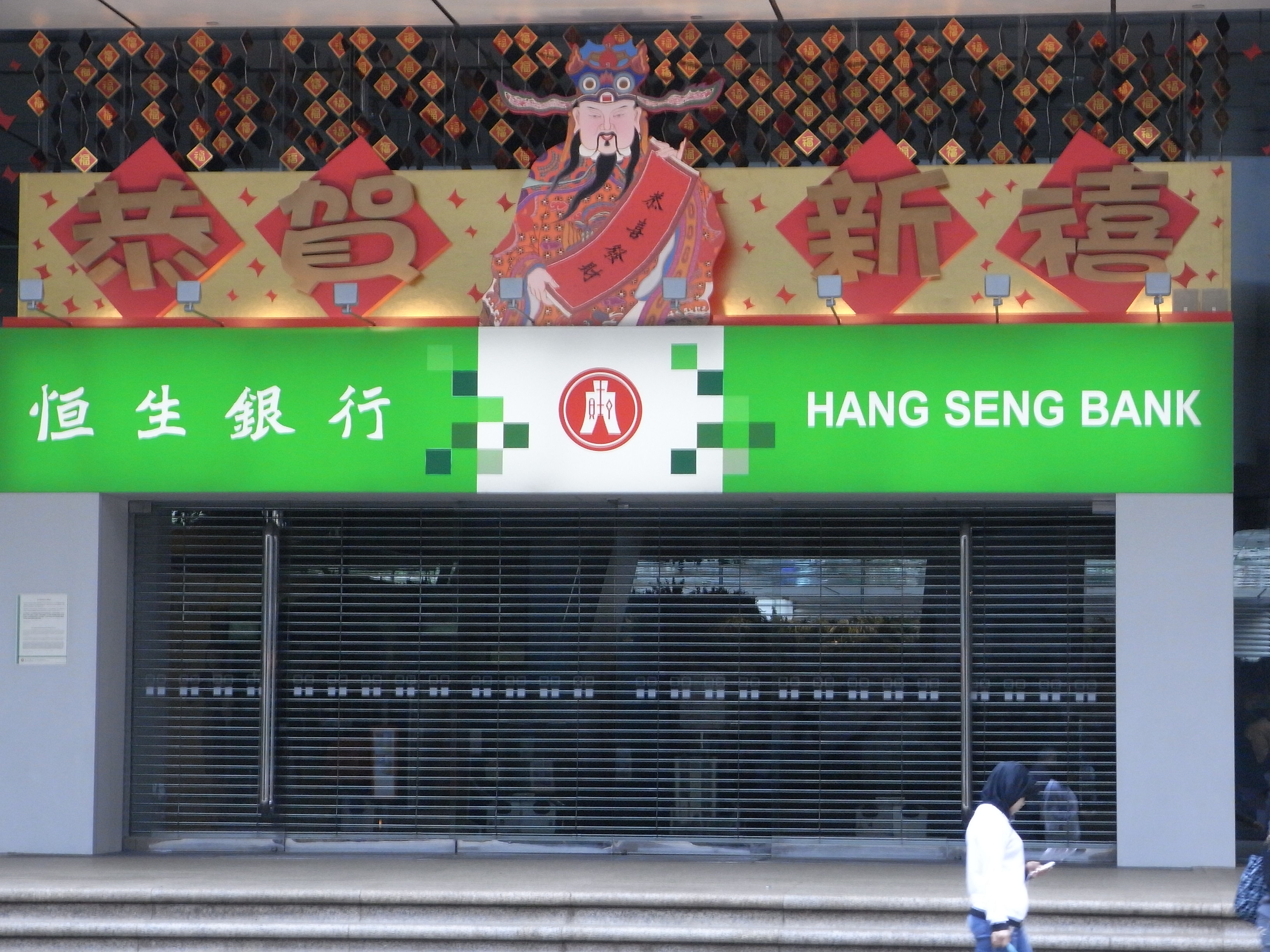
恒生銀行有名的財神形象

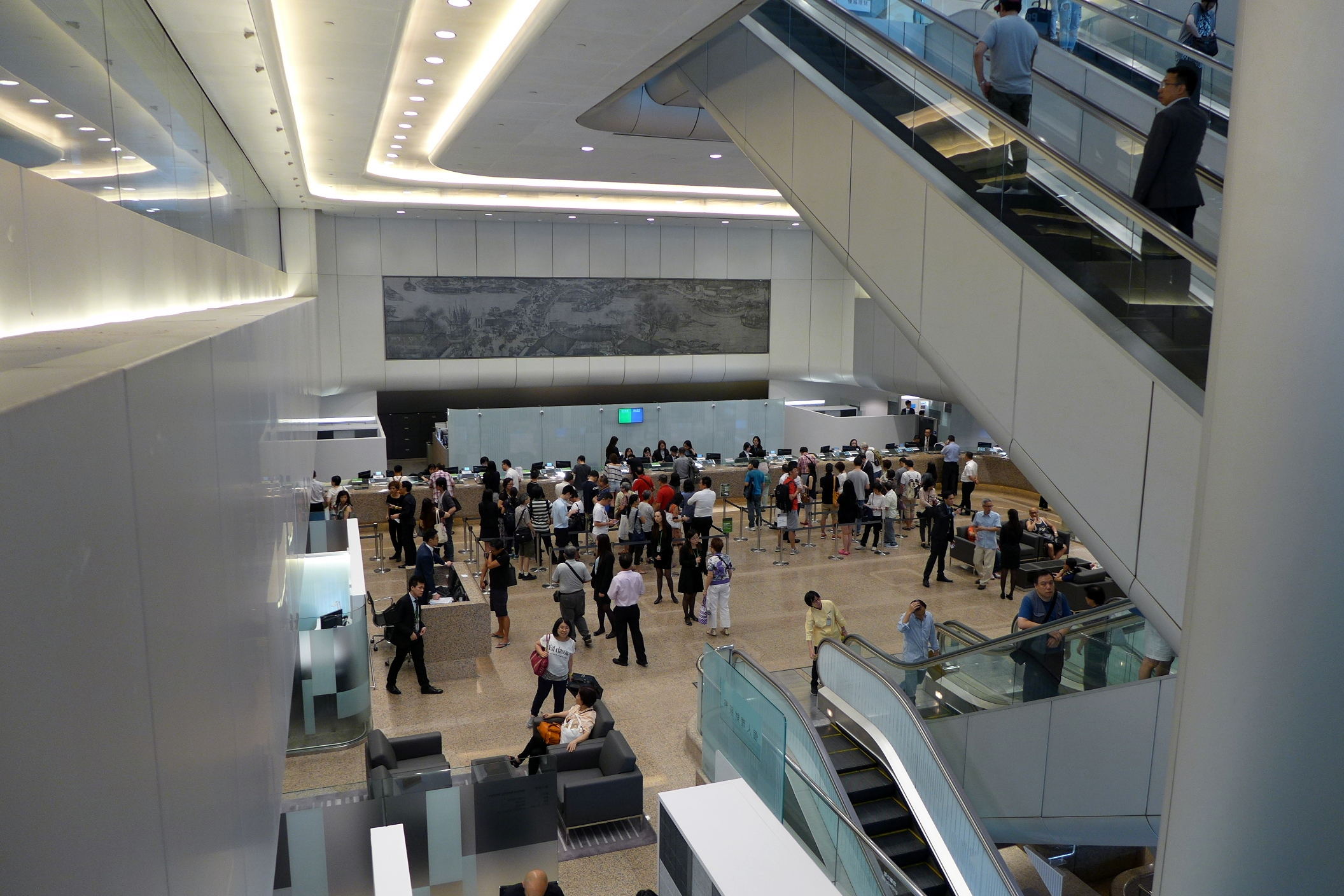
恒生銀行總行大廈內貌

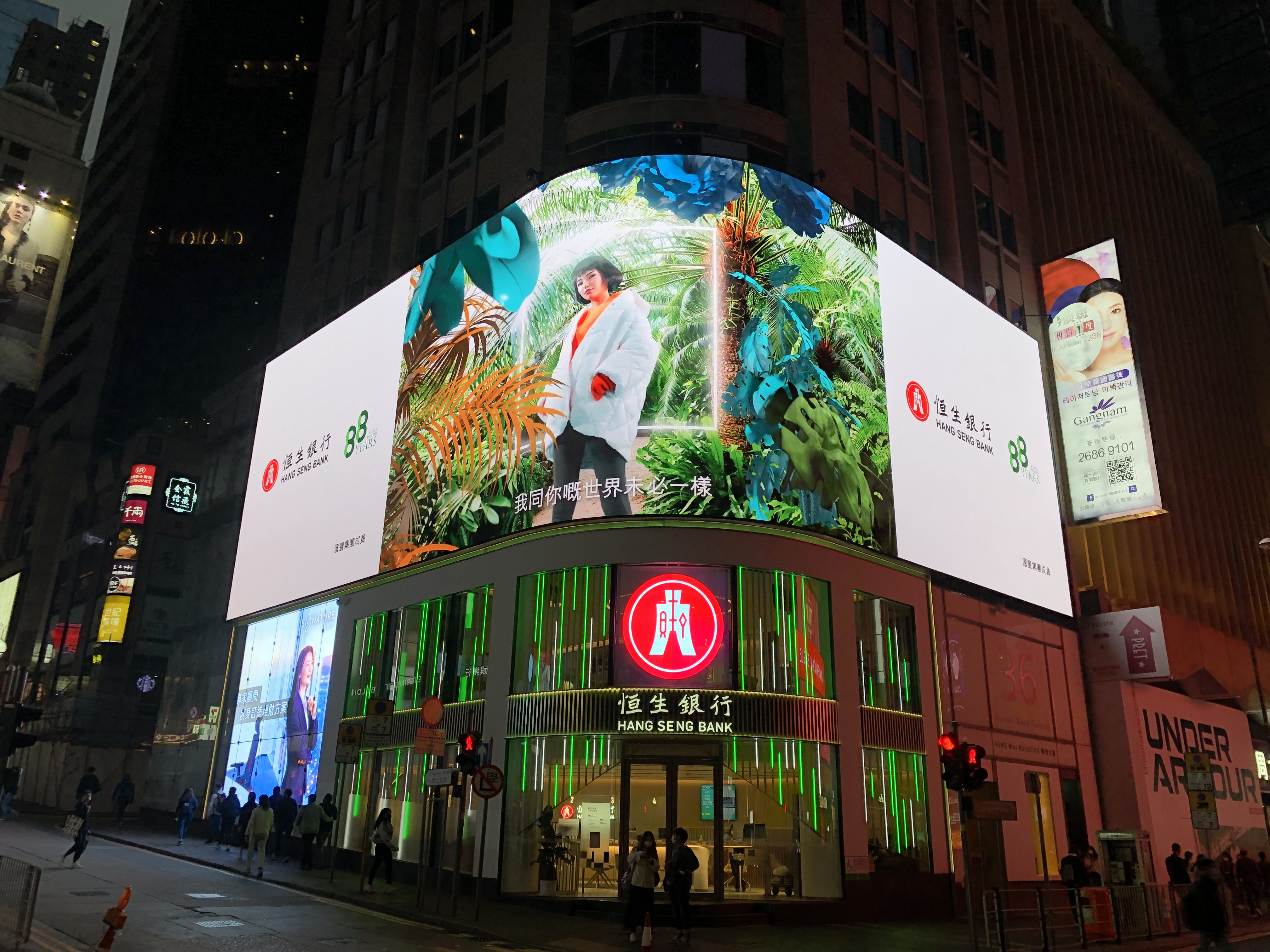
位於中環興瑋大廈的恒生銀行中區分行在2021年12月開業，樓高2層，面積約6,500平方呎

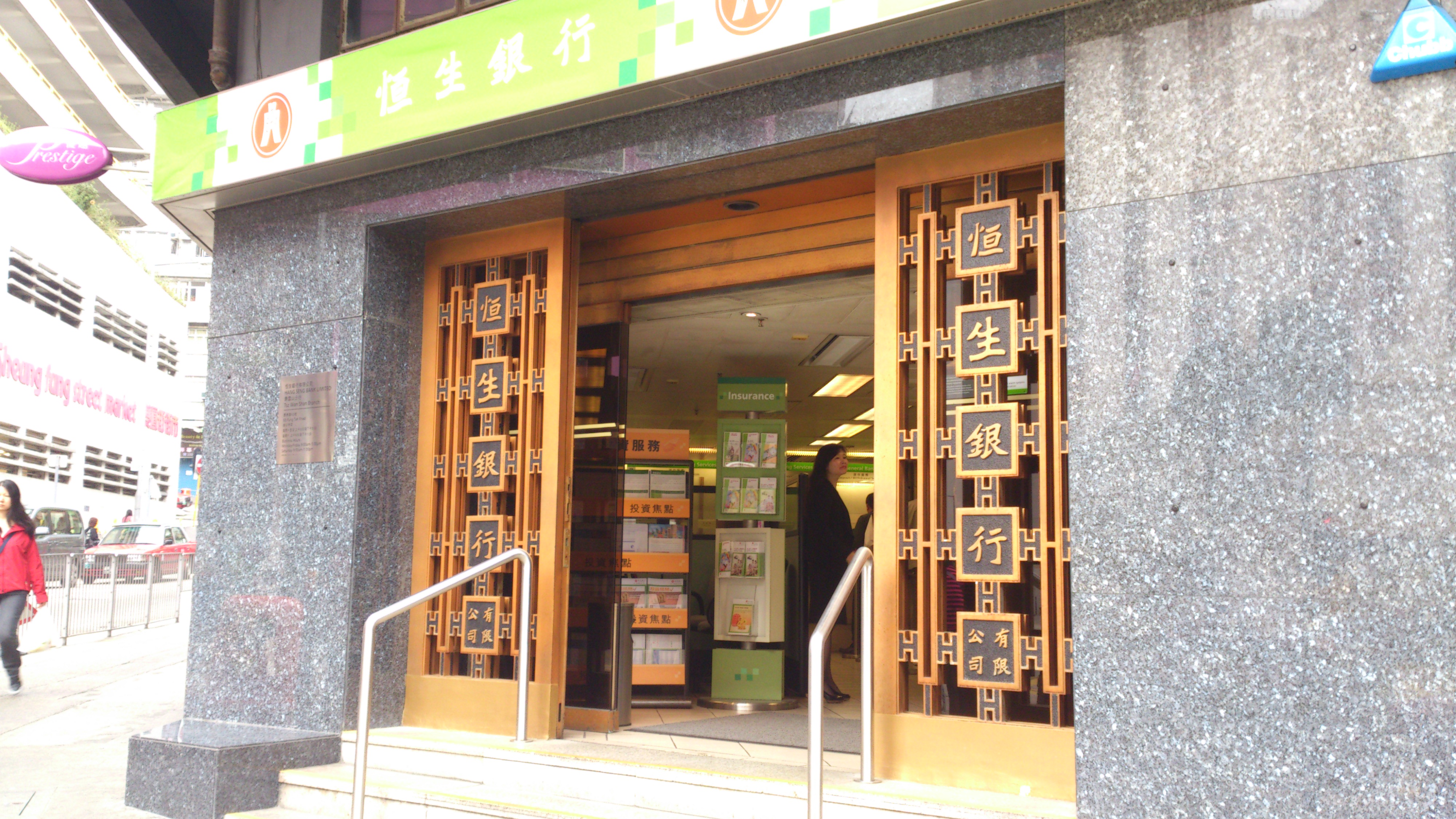
位於黃大仙雙鳳街的恒生銀行分行，2013時仍用舊式門面

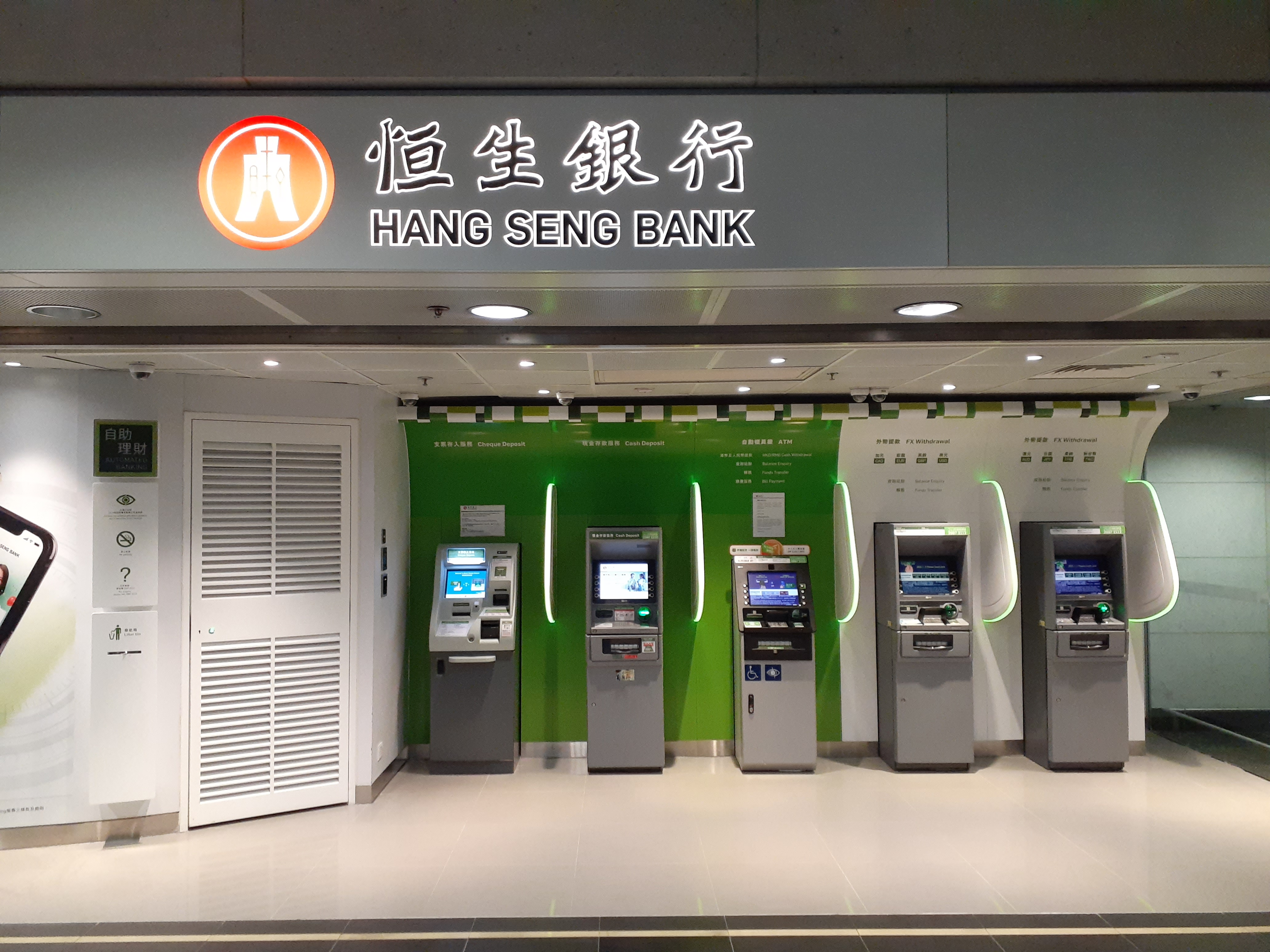
位於港鐵大堂的恒生銀行ATM，在香港几乎每个港铁站都有恒生银行的ATM

恒生銀行（英語：Hang Seng Bank，縮寫HSB、HASE，簡稱恒生，港交所：11、港交所：80011（人民幣結算）、OTCBB：HSNGY
）是一間總部在香港的商業銀行，於1933年3月3日由林炳炎、何善衡、梁植偉、盛春霖及何添創立，曾為香港主要華資銀行之一，1965年後成為英資滙豐集團成員，但仍保持獨立運營，目前以香港及中國大陸業務為重點。恒生銀行是香港四大銀行之一，若以存款計，2017年在香港排名第三，僅次於香港上海滙豐銀行與中國銀行（香港）。其亦負責算出香港股市的參考指數：恒生指數。

## 命名
根據恒生官方網頁的說法，是取「永恒生長」之意；但據曾經出任恒生副董事長何添表示，「恒生」二字分別取自當時盛春霖開設的恒興銀號及林炳炎的生大銀號。

## 歷史

### 創辦初期
1933年恒生銀號創辦時期，4位創辦人中，何善衡出資最少，只有港幣1,000元，但他卻與恒生的發展關係最為密切。
恒生銀號最初設於銀號錢莊林立的上環永樂街70號一幢舊建築物內，面積只有800平方呎。當時，銀號董事長由林炳炎出任，經理和副經理則分別為何善衡及梁植偉，全銀號職員僅11人，規模較小。初期主要經營買賣黃金，匯兌及找換的業務。開業首年，獲利10,389港元。恒生銀號以香港為基地，其後業務擴張至廣州、上海等大城市。

### 日本侵華時期
1937年，日本發動侵華戰爭，大陸富戶紛紛南下，急於把銀元兌成港幣。由於恒生已在中國大陸遍設業務網絡，生意滔滔不絕。中國國民政府急需外匯以資軍費，恒生更獨家代理政府的兌換業務，從中抽佣，獲利甚豐。
1941年，香港淪陷，恒生被迫停業。林炳炎、何善衡等人帶同資金及18位員工往澳門暫避。由於當時澳門已有由區榮諤創辦了同名的恒生銀號，他們遂改名「永華銀號」繼續經營，他們另外亦在1942年創辦大豐銀號，即今日澳門大豐銀行的前身。
1945年，香港重光後，他們返港，並把恒生銀號搬往新址上環皇后大道中181號自置物業重新開業，新店規模較以前大。1946年，利國偉應邀加入，主理海外黃金買賣。

### 戰後初期
1949年10月，中华人民共和国成立，於大陸實行一連串嚴格的外匯管制。至韓戰時期，聯合國對中國大陸實行經濟封鎖，這既打擊了海外對中國大陸的投資信心，也對原先擁有大陸網絡的銀行業務不利。此外，戰後香港經濟起飛，製造業及地產業崛起，借貸需求增加。在這兩種因素下，香港的銀行開始轉型。
由於失去了中國大陸的聯繫，恒生也開始了業務轉型。1952年12月5日，恒生註冊為香港的私人有限公司，註冊資本1,000萬港元，實收資本500萬港元，並成立新的董事局。當時，林炳炎已去世，由何善衡出任董事長，梁植偉任副董事長，何添任總經理。1953年，恒生遷入位於中環皇后大道中163至165號一幢5層高的自置物業，全面開展商業銀行的業務。
當時，恒生主要客戶是市民大眾及中小型企業。何善衡為職員訂下了一系列服務守則，規定員工必須以誠待客，深得社會大眾歡迎。至於中小企客戶，主要為廣東籍的製衣、玩具、電子、塑膠、五金的廠商。他們希望得到信貸，但卻沒有公司資產負債表及支持他們取得信貸的足夠條件。由於恒生早已了解他們的背景，故不介意批出信貸。這些小公司，後來也發展成大公司、大集團，並成為恒生的長期客戶。
1959年10月，恒生將註冊資本增至3,000萬港元，實收資本1,500萬港元。1960年2月7日，恒生改組成香港的公眾有限公司，正式改名為「恒生銀行」。同年，在九龍油麻地及旺角成立兩間分行，積極開拓港九的分行網絡。1962年聖誕節，新總行大廈恒生大廈落成啟用，樓高22層，是當時香港最高的建築物，而恒生總行則於1991年遷至中區消防局舊址。
從1954年至1964年，恒生的資本帳戶從630萬港元增至5,250萬港元，存款從2,100萬港元增至7.2億港元；總資產從3,200萬港元增至7.61億港元。在1965年香港股災發生前，恒生在存款和資產方面是香港最大的華資銀行，並在銀行零售業務方面逐漸成為香港上海滙豐銀行的主要競爭對手。

### 1965年銀行危機：恒生控股權易手
1965年1月，香港爆發了有史以來第一次大型的銀行危機。
事緣在1月23日，明德銀號發出約值700萬港元的美元支票遭拒付。消息傳出後，許多存戶紛紛擁至提取現金，由於銀號一時間無法支付數額龐大的提款，最後1月27日，香港政府正式接管明德銀號。其後，擠提蔓延至其他華資銀行，如廣東信託銀行、恒生銀行、廣安銀行、道亨銀行、永隆銀行等等。經香港上海滙豐銀行及渣打銀行聲明對香港的華資銀行作出無限量支持，加上港府採取多項措施，至2月10日，風波暫告平息。但事件並未就此完結。直到3月，仍有部分報紙刊登了一些沒有根據、中傷本地銀行的流言，恒生是其中之一。期間，大客戶悄悄地取消帳戶；至4月初，擠提再次爆發，恒生銀行更是首當其衝。
最先出事的是香港仔分行。當時大批客戶湧至提取存款，身為總經理的何添勸告不要急於提款。個別二、三十萬港元的大客戶如警司韓森，要求何添簽名擔保才停止提款。在總行，提款的人潮更伸延至皇后像廣場的香港會所。滙豐再次表明支持恒生銀行，並委派職員駐守恒生總行大堂，以證明有足夠的現金供應，一疊疊的鈔票遍佈大堂的各個角落。但是，情況並未有改善的跡象。4月5日，恒生銀行一日之內失去了8,000萬港元存款，佔銀行存款總額的六分之一，至4月上旬共失去了2億港元。
面對這個困境，何善衡召開了董事局會議商討對策。其時，得出了三個解決方案：
1. 接受美國大通銀行的援助；
2. 停業並由政府接管；
3. 向滙豐銀行尋求協助。

經過多日商討，在4月8日，董事局決議把銀行控股權售予滙豐，並交由通曉英語的利國偉全權處理。4月9日，在得到香港財政司郭伯偉的批准後，立即與滙豐進行談判。在談判中，雙方在恒生的總價值及出售股權數量分歧較大。滙豐認為恒生總值6,700萬港元及要求收購恒生76%股權；但恒生方面認為其總值1億港元，並只願意出售51%股權。滙豐最終於4月12日答允以5,100萬元收購恒生51%股權（其後增持至62.14%至今），由滙豐成為控股股東。消息傳出後，風潮也告平息。
據悉，何善衡因恒生控股權從此斷送而哭了兩個晚上。不過，在出售當日，他親自召開大會向員工解釋，穩定人心。滙豐卻無疑成了大贏家。滙豐不單以低廉的價錢買入當時在香港最有發展前景的金融資產，也除去了香港本地銀行業最具威脅的對手，奠定了其在香港銀行零售業的壟斷優勢。滙豐在完成收購後，雖然成為最大的持股股東，取得銀行的控制權，但滙豐仍保持恒生銀行獨立運作，只派出4名代表加入董事局，並繼續保持原來的華人管理層，何善衡等人也得以留任。這是滙豐的遠識卓見，利用恒生在本地銀行業與華人社會緊密往來的優勢，有利在香港拓展銀行網絡。當時，香港上海滙豐銀行總經理桑達士認為，恒生銀行的成功在於其華人的管理層，所以滙豐不必插手。

### 被滙豐收購後的恒生
在滙豐作為後盾下，恒生業務更大為擴展。

#### 主力中小企業務
管理層仍堅持著專向中小企業埋首為主要方針。當時1960至70年代，香港工業起飛，中小企普遍缺乏資金擴展，恒生卻給予財政上的支持，提供信用證及出入口融資服務。如華資大戶鄭裕彤發跡前，由他主理的周大福珠寶，得力於恒生的資助，往後由珠寶業進軍地產業。而長實也與恒生素有淵源，當年李嘉誠經營塑膠花廠時，曾設法與何善衡會面。會面後，何善衡對他留下深刻的印象，並認為他做事幹練，是有潛質的客戶。
小公司演變成大企業後，更成為恒生的長期客戶。例如長實不少的樓盤，就由恒生提供按揭；由鄭裕彤主政的新世界，恒生至今仍是其主要往來的銀行。

#### 住宅樓宇按揭服務
自1960年代開始，香港地產業也逐漸變得興旺。為了力爭中小型樓宇按揭市場，在1967年，恒生首創為中產階級（又稱「夾心階層」）提供長達7年期的住宅樓宇按揭服務，一改當時最多為期3年的做法，令中產階級得以置業。

#### 招股上市
1972年，恒生銀行在香港上市。它將股份面值降低，由1股變為10股，並發行新股，使實收資本從4,500萬港元增至1億港元。同年5月，恒生將其已發行股份的十分之一，每股面值10元共100萬股，以每股價格100元公開發售，結果獲得29倍的超額認購，凍結資金28億港元，相等於香港政府1971年財政收入的一半。6月20日，恒生在香港交易所掛牌上市，這是戰後在香港上市的第一家銀行。當天，恒生以175元高開，全日最高升至186元，最後以165元收市，即恒生市值已高達16.5億。
此外，恒生的名字更因其在1969年編制的「恒生指數」而深入人心。

#### 擴展分行網絡
另外，恒生銀行也在香港及中國大陸擴展分行，建立更廣泛的網絡。至1972年上市為止，恒生在香港已擁有20間分行，超過2,000名員工，成為僅次於滙豐的商業銀行。及至1981年，分行數目更增至45間。同年，更取得在地鐵沿線開設分行的專營權。在1980年代中期開始，恒生在中國大陸陸續建立分行。

#### 收購永安銀行
1980年中期，銀行危機爆發。1984年，永安銀行傳出醜聞，總經理郭志匡挪用1,000萬美元作為己用。1985年，永安由於無法收回該行董事及行政領導人的貸款，銀行資本出現負值。1986年5月，恒生銀行與永安銀行達成協議，由恒生向永安注資1.76億港元，取得該行50.29%股權，至此，恒生銀行成為永安銀行的最大股東。在恒生經營下，永安轉虧為盈。1993年1月，恒生將永安銀行賣給大新金融集團，獲利4.78億港元。

#### 開拓中國大陸市場
恒生銀行（中國）為恒生銀行全資子公司，於2007年5月28日成立，在北京、天津、上海、杭州、廣州、東莞、深圳、福州、南京、昆明及寧波共14間分行及35間支行，並於北京、上海、廣州、深圳、東莞及南京設離行式的自動櫃員機。
2023年5月9日，恆生銀行公布推出人民幣櫃台供股份交易，則在2023年6月19日開始。

## 集團架構
恒生銀行是滙豐集團成員之一，其母公司是滙豐控股有限公司旗下的香港上海滙豐銀行，持有恒生銀行62.14%股權。恒生銀行的股份亦在倫敦證券交易所掛牌買賣，並在美國為投資者提供第一級贊助形式之美國預託證券計劃。

### 董事會
- 利蘊蓮（獨立非執行董事）
- 施穎茵（執行董事兼行政總裁）
- 蘇雪冰（執行董事兼財務總監）
- 鍾郝儀（獨立非執行董事）
- 郭敬文（獨立非執行董事）
- 林詩韻（獨立非執行董事）
- 林慧如（獨立非執行董事）
- 王小彬（獨立非執行董事）
- 周蓉（非執行董事）
- 顏杰慧（非執行董事）
- 廖宜建（非執行董事）

### 附屬公司
- 輝昌企業有限公司
- 恒生投資服務有限公司
- 恒生銀行（中國）有限公司
- 恒生（代理人）有限公司
- 恒生銀行信託有限公司
- 恒生前海基金管理有限公司
- 恒生金業有限公司
- 恒生物業管理有限公司
- 恒生授信有限公司
- 恒生保安管理有限公司
- 恒生資訊服務有限公司
- 恒生證券有限公司
- 恒生財務有限公司
- 恒生投資有限公司
- 恒生財經資訊有限公司
- HASE Wealth Limited
- 恒生指數有限公司
- 高泰投資有限公司
- Hang Seng Indexes (Netherlands) B.V.
- 恒指國際有限公司
- 恒生保險有限公司
- Imenson Limited
- 恒生投資管理有限公司
- 恩年發展有限公司

```
*根據2023年恒生銀行年報，按照
新香港公司條例
（第622章）第15條釋義共20間附屬公司。
```

### 五大股權分佈
- 香港上海滙豐銀行 - 62.14%
- 貝萊德 - 1.62%
- 先鋒領航 - 1.37%
- 摩根資產管理 - 0.53%
- 道富環球投資管理 - 0.40%
- 公眾 - 不少於25%

## 業務概況
恒生銀行的業務主要可分成個人理財服務及商業理財服務。
個人理財服務包括綜合理財服務、存款服務、信用卡服務、按揭服務、私人貸款服務、投資服務及保險服務等。在綜合理財服務中，恒生設有3個各具特色的理財服務以針對不同的顧客，分別為優越理財、優進理財，以及綜合理財戶口。
商業理財服務包括商業綜合戶口、商業現金管理、投資、貸款、商務卡、保險及強積金等。
恒生的存款、信用卡結餘、按揭及壽險市場的佔有率分別為9.4%、18%、12.5%及9.5%。
2004年恒生銀行以17億人民幣（約16億港元）購入興業銀行股份，佔其擴大後股本的15.98%，2010年以23億元人民幣（約26億港元）參與興業銀行供股計劃，恒生由04年投資興業銀行至今，恒生收到興業銀行所派發之現金股息合計44億元。
2012年3月7日澳大利亞QBE Insurance（昆士蘭保險）以4.2億美元現金收購恒生銀行旗下子公司恒生財險（香港）有限公司和阿根廷一般保險業務。
2012年11月恒生銀行以5.608億元將筲箕灣道171號恒生西灣河大廈售予亮慧有限公司。
2013年3月12日南豐以29億元出售旗下旺角亞皆老街113號全幢商廈給恒生銀行，樓高約30層，總樓面約34萬方呎，是次成交平均呎價約8529元。
2015年2月10日恒生銀行以每股購股價13.36元人民幣，配售興業銀行5%股權或9.53億股，料最高籌得127.3億元人民幣（約157.9億港元）。是次交易完成後，恒生仍持有興業銀行5.87%股權。
2015年5月12日恒生銀行以每股購股價17.68元人民幣，配售興業銀行4.99%股權或9.507億股，料最高籌得168.08億元人民幣（約209.9億港元）。是次交易完成後，恒生仍持有興業銀行0.88%股權。

## 員工統計
截至2024年12月31日，恒生銀行在香港及其他地方的全職員工人數為6982人，於中國內地亦有員工1346人，合共有8328人，比2023年減少一百多人。恒生銀行於2025年5月裁員，並發聲明指因應業務調整而裁去約1%核心業務員工，部分部門裁員幅度達五成。

## 恒生後勤中心

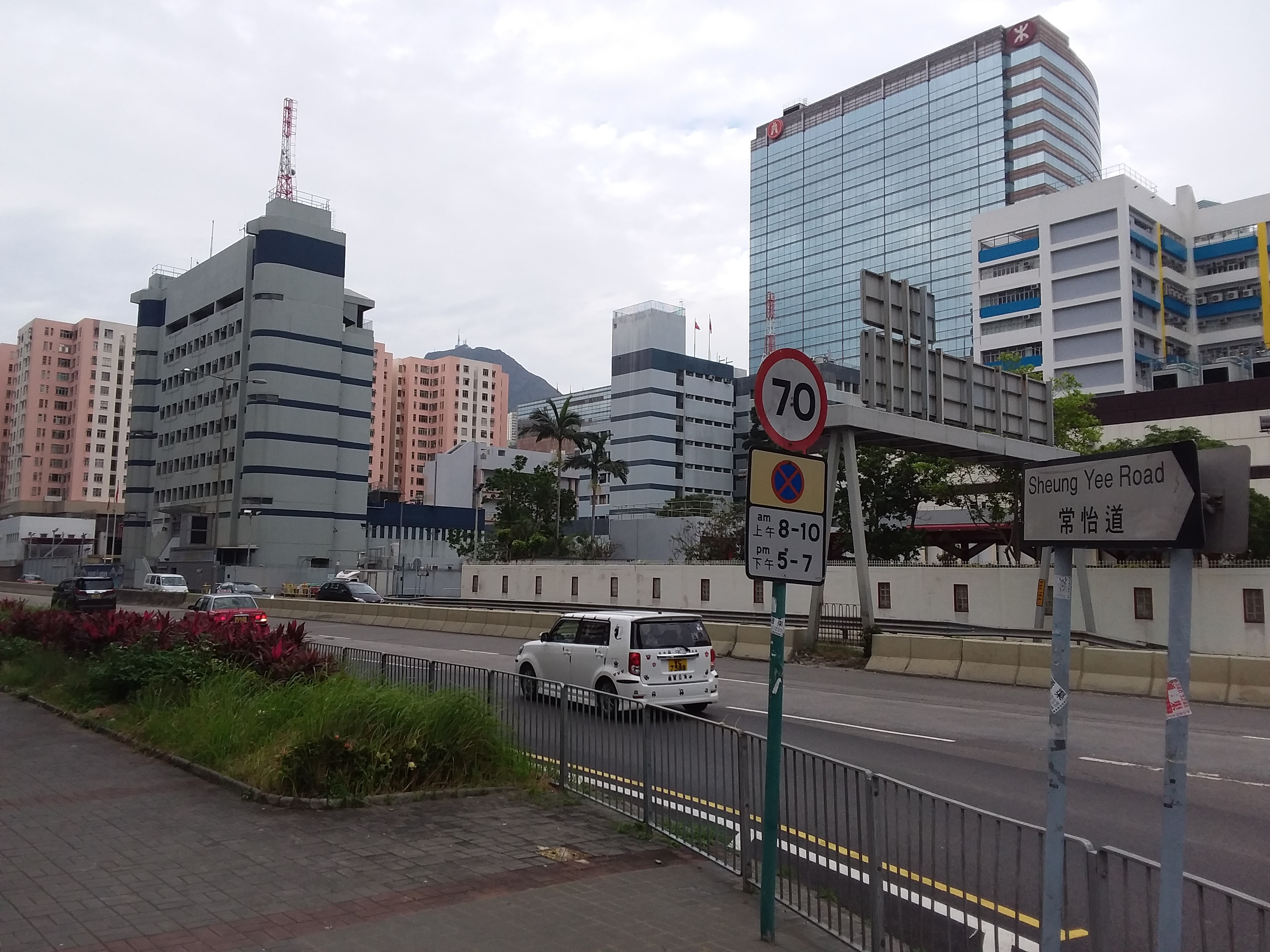
恒生中心（Hang Seng Tower）緊靠港鐵總部大樓，在香港幾乎每個港鐵站都有恒生銀行ATM

恒生中心位於香港九龍灣偉業街33號德福廣場二期，為恒生銀行在九龍區的後勤總部，其位置緊靠港鐵總部大樓，恒生銀行與港鐵有緊密合作關係，在香港的幾乎每個港鐵站都有恒生銀行的ATM。
2006年，恒生租用企業廣場五期2座全幢15層高的辦公大樓，作另一個後勤總部，總樓面面積約262,000平方呎。
2012年，恒生以15.67億元向信和置業購入九龍灣國際交易中心16至22層共7層辦公室樓面以及至少30個車位，以用作銀行其下的人壽保險及退休福利業務部門辦公室。
2013年，恒生以29億元向南豐購入旺角亞皆老街113號，用作後勤部門作辦公室用途，包括目前租用的九龍灣企業廣場5期2座辦公室，亦有計劃遷至亞皆老街商廈。發言人又表示，由於目前該廈部分樓層的租約未滿，後勤部門計劃在未來3年內陸續遷入。

## 評級及獎項
重要獎譽
- 2017年，獲得《人民幣業務傑出大奬》跨境商業銀行獎項
- 2013年，於《亞洲銀行家》雜誌主辦「2013年零售金融服務卓越大獎」中，榮獲「亞太區最强資産負債表銀行」；
- 2013年，於《2013年Randstad企業大獎 》中，獲選為香港「銀行及金融服務界最具吸引力僱主」；
- 2013年，於《Asian Banking and Finance》雜誌主辦中，榮獲「香港最佳本地貿易融資銀行」；
- 2013年，中小企業最佳拍檔獎(連續8年)(香港中小型企業總商會)；
- 2012年，於2012年「Euromoney私人銀行評選」中，評選為「最佳服務─特級富裕客戶組別(以資產淨值區分)」《Euromoney》；
- 2010-2012年，香港最佳本地私人銀行《Euromoney》；
- 2012年，榮膺「香港最佳本地現金管理銀行」《Asian Banking and Finance》；
- 2012年，香港最佳本地銀行（連續13年）《財資》；
- 2012年，恒生強積金智選計劃的北美股票基金榮獲「北美股票-最佳強積金基金3年獎」《理柏香港基金年獎2012》；
- 2012年，恒生強積金智選計劃的北美股票基金榮獲「北美股票-最佳強積金基金5年獎」《理柏香港基金年獎2011；
- 2012年，於「2011年大中華大獎」中，榮獲「香港最佳本地銀行」《Private Banker International》；
- 2012年，於「亞洲風險大獎」評選中，榮獲「最佳銀行（香港）」《亞洲風險》；
- 2008年，於《亞洲貨幣》的「2008年最佳銀行大獎」中，榮獲「香港最佳本地銀行」；
- 2008年，於《亞洲銀行家》雜誌主辦「2008年零售金融服務卓越大獎」中，榮獲「財富管理卓越獎」；
- 2006年，於《亞洲銀行家》雜誌主辦「2006年零售金融服務卓越大獎」中，榮獲「亞洲最佳零售銀行獎」、「香港最佳零售銀行獎」及「財富管理卓越獎」

### 企業責任
- 2011年，本地首家成為道瓊斯亞太區可持續發展指數成員的香港銀行（道瓊斯指數）
- 2011年，企業責任報告（2010）獲「全球報告倡議組織」認證並達至B+級應用水準的首間本地銀行
- 2011年，「香港公共關係獎」中「最佳創意獎」及企業社會責任組別–優異獎（香港公共關係專業人員協會）
- 2010年，全球首間獲得BSOHSAS18001:2007國際認證的銀行
- 2010年，獲納入為「恒生可持續發展企業指數」成份股
- 2009年，最高服務時數獎（私人團體-組別一）優異獎（社會福利署）
- 2009年，「香港環保卓越計劃」金獎（金融、保險及會計業界別）（環境保護運動委員會）
- 2009年，「恒生指數成份股公司企業社會責任調查2009」中獲認可為「領先企業」（樂施會）
- 2009年，「傑出綠色貢獻大獎」（U Magazine）
- 2008年，亞洲最佳持續發展報告獎（Lafferty Group）
- 2008年，中國最佳公共關係案例大賽銀獎（中國國際公共關係協會）
- 2007年，亞洲企業社會責任大獎─卓越環保大獎（Asian Instituteof Management）
- 2007年，綠色企業大獎（香港工業總會）
- 2005-2010年，全港首間獲得ISO14001國際環境管理體系認證的本地銀行
- 2004,2006年，中國最佳公共關係案例大賽金獎（中國國際公共關係協會）
- 2003-2010年，「商界展關懷」機構（香港社會服務聯會）
- 2001-2010年，富時全球社會責任指數成份股（富時集團）

## 外部連結
- 恒生銀行 （页面存档备份，存于）